# Герман (Осецький)
Єпископ Герман (у миру Олександр Косьмич Осецький; 19 лютого 1828, село Богородське, Любимський повіт, Ярославська губернія — 18 (30) грудня 1895, Олександро-Невська лавра) —  єпископ Російської православної церкви, єпископ Сумський, вікарій Харківської єпархії в Слобідській Україні. Духовний письменник.

## Біографія
Народився 19 лютого 1828 року. Син священика Ярославської єпархії, с. Богородського. 1847 закінчив Ярославську духовну семінарію.
10 вересня 1849 році пострижений у чернецтво.
У 1851 році закінчив Санкт-Петербурзьку духовну академію зі ступенем кандидата богослов'я. З 1852 року — магістр за твір: «Преподобний Іоанн Лествичник і його Лествиця».
24 липня 1851 року по закінченні академії висвячений на ієромонаха і призначений професором і помічником ректора з богословських наук в Санкт-Петербурзьку духовну семінарію.
28 жовтня 1853 року переміщений на посаду інспектора Новгородській семінарії.
21 листопада 1857 року возведений у сан архімандрита і призначений ректором Кавказької духовної семінарії.
З 22 серпня 1859 року — ректор духовної семінарії.
З 7 серпня 1863 року — намісник Олександро-Невської Лаври.
З 3 березня 1866 року — настоятель Юр'єва Новгородського монастиря.
8 січня 1867 року — висвячений на єпископа Сумського, вікарія Харківської єпархії.
З 24 червня 1872 року — єпископ Кавказький і Єкатеринодарський.
За час свого керування Кавказької єпархією, він багато корисного зробив для духовенства, вищих навчальних закладів, бідних вчителів і вчительок і для місіонерів.
16 лютого 1886 року звільнений на спокій з призначенням бути головою училищної ради та настоятелем Московського Донського монастиря.
З 1893 року — почесний член Санкт-Петербурзької духовної академії.
13 червня 1894 року нагороджений діамантовим хрестом для носіння на клобуку.
Помер 18 грудня 1895 року і похований в Олександро-Невській Лаврі.
У 1932—1933 році при ліквідації Исидоровской церкви Олександро-Невської Лаври були перенесені на Нікольське кладовищі три труни з останками трьох архієреїв (Германа Осецкого, Гермогена Добронравина і невідомого) і поховані біля стіни кладовища. Останки перших архієреїв, за розповідями віруючих, виявилися нетлінними.

## Твори
- «Преп. Іоанн Лествичник і його Лествиця поступового морального удосконалення». Магістерська дисертація, СПб., 1854, с. 177.
- «Пізнання істини». «Дух. бесіда», 1863.
- «Св. Апостол Юда і його власне послання». «Дух. бесіда», 1863.
- «Житейські турботи». «Дух. бесіда», 1863.
- «Преп. Харитина, княгиня Ліговська». «Дух. бесіда», 1866.
- «Св. Феоктист, архієпископ Новгородський». «Дух. бесіда», 1866.
- Лист Михайлу Миколайовичу. «Київ. ЄВ», 1877, № 8.
- Привітання, сказане митр. Ісидору в день його ювілею в 1875 р. «Христової. Читання казок.» 1875, липень-грудень, с. 511—512.